# 中央エクアトリア州
中央エクアトリア州（ちゅうおうエクアトリアしゅう、英語: Central Equatoria、アラビア語: الاستوائية الوسطى ）は、南スーダンを構成する州のひとつ。州都は同国の首都でもあるジュバ。

## 行政区分
中央エクアトリア州は、6郡に分かれる。
1. ジュバ郡（英語版）
2. ライニャ郡（英語版）
3. モロボ郡（英語版）
4. テレケカ郡（英語版）
5. イェイ川郡（Yei River County）
6. カジョ・ケジ郡（Kajo Keji County）

### 主要都市

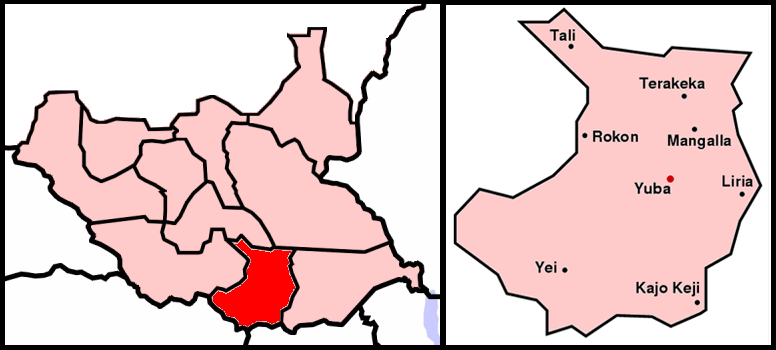
中央エクアトリア州の主要都市

- Tali
- テレケカ（英語版）
- ロコン（英語版）
- モンガラ（英語版）
- ジュバ
- リリア（Liria）
- イェイ
- カジョ・ケジ